# Tricentra ascantia
Tricentra ascantia là một loài bướm đêm trong họ Geometridae.